# Piccole suore di San Giuseppe di Montgay
Le Piccole Suore di San Giuseppe di Montgay (in francese Petites Sœurs de Saint Joseph de Montgay; sigla S.J.) sono un istituto religioso femminile di diritto pontificio.

## Storia
La congregazione fu fondata a Oullins dal sacerdote Joseph Rey.
Nel 1835 Rey fondò un rifugio per la "salvaguardia morale e materiale dei fanciulli vagabondi e viziosi delle famiglie indigenti" e, per dirigere l'opera, riunì una comunità di sacerdoti e fratelli laici; il servizio domestico nel rifugio era inizialmente assicurato dalle suore di San Giuseppe di Lione, ma nel 1844 Rey decise di fondare un istituto di suore specializzate per la sua opera. Le prime aspiranti vennero rivestite dell'abito religioso il 2 febbraio 1845.
Le suore aprirono la loro prima casa all'estero in Uruguay nel 1890.
In origine le suore ebbero la loro casa generalizia nell'abbazia di Cîteaux, ma nel 1898 i trappisti ottennero per loro il monastero e le religiose si trasferirono a Montgay.

## Attività e diffusione
Le suore si dedicano all'assistenza nei preventori e nelle case di rieducazione, ma anche alla cura dei malati e all'educazione dell'infanzia in scuole e asili.
Oltre che in Francia, sono presenti in Argentina, Spagna e Uruguay; la sede generalizia è a Fontaines-sur-Saône.
Alla fine del 2015 l'istituto contava 60 religiose in 17 case.